# Chelifera monostigma
Chelifera monostigma är en tvåvingeart som först beskrevs av Johann Wilhelm Meigen 1822.  Chelifera monostigma ingår i släktet Chelifera och familjen dansflugor. Arten har ej påträffats i Sverige. Inga underarter finns listade i Catalogue of Life.